# Badd Blood: In Your House
Badd Blood: In Your House è stato un evento prodotto dalla World Wrestling Federation. L'evento si svolse il 5 ottobre 1997 al Kiel Center di Saint Louis, Missouri.
L'evento è celebre principalmente per aver visto il debutto sullo schermo del personaggio di Kane, il fratello di Undertaker, che interferì nel primo hell in a cell match tra The Undertaker e Shawn Michaels. L'evento viene spesso indicato come uno dei primi inizi dell'Attitude Era.
In Your House era una serie di pay-per-view mensili prodotti dalla World Wrestling Federation a partire dal maggio 1995, prodotti ad intervalli regolari e venduti ad un costo minore rispetto ai cinque principali eventi della federazione (WrestleMania, King of the Ring, SummerSlam, Survivor Series e Royal Rumble). Badd Blood: In Your House fu il diciottesimo episodio di questa serie e si tenne il 5 ottobre 1997 a Saint Louis, in Missouri.
Il giorno stesso dell'evento Brian Pillman, che avrebbe dovuto affrontare Dude Love quella sera, fu trovato morto nella sua stanza d'albergo. L'annuncio della sua morte fu dato ai fan durante il pre-show dell'evento.

## Storyline
La faida principale andata in scena nell'evento coinvolgeva The Undertaker e Shawn Michaels, affondando le radici fin da SummerSlam, dove Michaels fece da arbitro speciale nell'incontro tra Undertaker e Bret Hart, valido per il WWF Championship: Michaels cercò di attaccare Hart con una sedia, ma colpì involontariamente Undertaker, costandogli l'incontro e il titolo. Dopo che un precedente incontro tra i due, valido per decretare il primo sfidante al titolo e andato in scena a Ground Zero: In Your House, un incontro in una gabbia d'acciaio promosso come Hell in a Cell fu sancito per Badd Blood, in quello che sarebbe stato il debutto di questa stipulazione nella World Wrestling Federation.
Paul Bearer, in precedenza manager di Undertaker, era stato (in storyline) colpito da del fuoco scatenato dallo stesso Taker a In Your House 14: Revenge of the 'Taker. Bearer paragonò l'accaduto all'incendio che distrusse la casa di Undertaker, uccidendo i suoi genitori e probabilmente suo fratello, incolpandolo di essere la causa delle fiamme. Il becchino negò le sue colpe, e Bearer sostenne di avere come prova l'esistenza del fratello Kane, ancora vivo e desideroso di vendetta.

## Risultati
| # | Risultati | Stipulazioni                                                         | Durata |
| - | --- | -------------------------------------------------------------------- | ------ |
| 1 | The Nation of Domination (Rocky Maivia, Kama Mustafa e D'Lo Brown) ha sconfitto The Legion of Doom                                                          | Three-on-two handicap match                                          | 12:16  |
| 2 | Max Mini e Nova hanno sconfitto Tarantula e Mosaic | Tag team match                                                       | 06:44  |
| 3 | Henry O. e Phineas I. Godwinn (con Uncle Cletus) hanno sconfitto The Headbangers (c)                                                                        | Tag team match per i WWF Tag Team Championship                       | 12:18  |
| 4 | Owen Hart ha sconfitto Faarooq | Single match per il vacante WWF Intercontinental Championship        | 05:51  |
| 5 | The Disciples of Apocalypse (Crush, Chainz, 8-Ball e Skull) hanno sconfitto Los Boriquas (Savio Vega, Jesus Castillo, Jose Estrada jr. e Miguel Pérez, Jr.) | Eight-man tag team match                                             | 08:04  |
| 6 | Bret Hart e The British Bulldog hanno sconfitto Vader e The Patriot                                                                                         | Flag match                                                           | 25:07  |
| 7 | Shawn Michaels ha sconfitto The Undertaker | Hell in a cell match per determinare lo sfidante al WWF Championship | 29:57  |